# 도쿄 국립박물관
도쿄 국립박물관(일본어: 東京国立博物館 도쿄코쿠리쓰하쿠부쓰칸[*])은 일본과 동양의 고고 유물, 미술품 등의 문화재를 수집 보관, 전시 공개, 조사 연구, 보급 등의 목적으로 독립행정법인 국립문화재기구가 운영하는 박물관이다. 또한 사단법인 일본공예회의 본부가 있다.
1872년(메이지 3년)에 설립된 일본에서 가장 오래된 박물관으로 도쿄도 다이토구 우에노 공원 내에 있다. 본관(本館), 효케이관(表慶館), 동양관(東洋館), 헤이세이관(平成館), 호류지 보물관(法隆寺宝物館)의 5개 전시관과 자료관, 기타 시설로 구성되어 있다. 일본의 국보 88점, 일본의 중요문화재 634점을 포함하여 약 11만 6천점의 유물을 소장하고 있다.

## 연혁

### 초창기 (1872년 ~ 1900년)

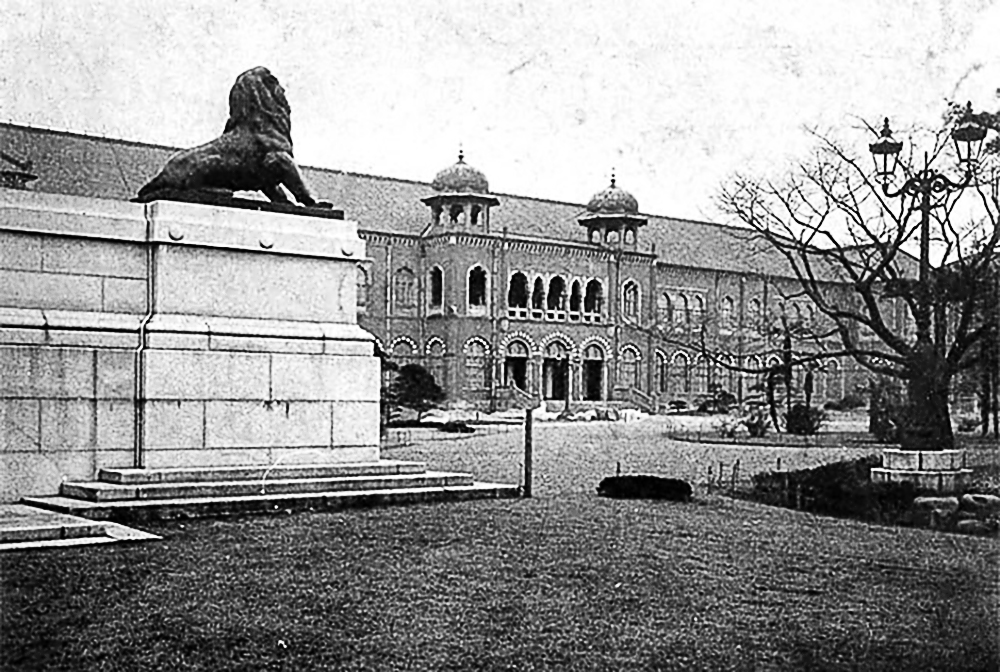
1881년에 완공된 박물관 본관

1872년(메이지 5년) 3월에 전년도에 설치된 문부성 박물국에 의하여 일본 최초의 박람회가 유시마 세이도 대성전(湯島聖堂 大成殿, 현재 도쿄도 분쿄구 유시마)에서 개최되었다. 당시 광고나 입장권에는 ‘문부성 박물관’이라고 명기되어 있어서 이를 일본에서의 박물관의 시초로 보며, 도쿄 국립박물관은 이 때를 박물관이 창설된 해로 보고 있다. 전시품은 이듬 해인 1873년(메이지 6년)에 개최될 빈 만국 박람회에 출품 예정품이 중심이 되었다. 당시의 니시키에(錦絵)를 보면 전시회장에는 유리 케이스가 설치되어 서화, 골동품, 동식물의 박제나 표본 등을 전시할 수 있었고, 전시품 중에서 나고야성의 사치호코(金鯱)도 있었다. 이 박람회는 3월 10일부터 20일 간 개최될 예정이었지만, 입장 제한을 하지 않을 수 없을 만큼의 인기로 인하여 기간을 연장하여 4월 말일까지 개최되었다. 총입장자 수는 15만명으로 추정되고 있다.
1873년(메이지 6년)에 문부성 박물관은 다이조칸 쇼인(太政官 正院)의 박람회 사무국(1872년 설치)에 병합되어 유시마에서 우치야마시타쵸(內山下町, 현재 도쿄 도 지요다구 우치사이와이쵸)로 이전하였다. 이 해는 4월 15일부터 3개월 반에 걸쳐서 박람회가 개최되었다. 또한 당시 박물관은 동물, 식물, 광물 등의 표본도 수집 전시의 대상이었다.
1875년(메이지 8년)에 박람회 사무국은 다시 박물관으로 개칭되어 내무성의 관할이 되었다. 박물관은 잠시 내무성 제6국으로 개칭되었지만, 1876년(메이지 9년)에 다시 박물관으로 개칭된다. 같은 해에 마치다 히사나리(町田久成, 1838년 ~ 1897년)가 박물관장에 임명되었다. 사쓰마번 출신의 관료였던 마치다는 메이지 시대 초기에 박물관 설치나 문화재 보호에 노력한 인물이다. 도쿄 국립박물관에서는 그를 초대 관장으로 여기며 박물관의 뒷마당에는 마치다의 현창비가 건립되어 있다. 한편 박물관의 소관 관청은 1881년(메이지 14년)에 농상무성, 1886년(메이지 19년)에는 궁내성으로 변경되었다.
1877년(메이지 10년)에 우에노의 간에이지(寛永寺) 혼보(本坊) 터(훗날 도쿄 국립박물관의 부지)에서 제1회 내국권업박람회(内國勸業博覽會)가 개최되었다. 이것은 당시 부국강병·식산흥업의 국책에 따라서 개최된 것으로 이 박람회의 전시관 중 하나인 미술관은 일본에서 최초로 미술관이라고 칭한 건물로서 알려진다. 초대 관장 마치다 히사나리는 우치야마시타쵸의 박물관은 비좁고 화재 등의 위험도 크다며 박물관을 우에노 공원으로 이전할 것을 진정하였고 이 해에 다이조칸에게서 우에노 이전의 재가를 얻었다.
1881년(메이지 14년)에 우에노 공원의 간에이지 혼보 터에 연와조(煉瓦造) 2층의 본관이 완공되었다. 영국인 건축가 조시아 콘도르((Josiah Conder, 1852년 ~ 1920년)가 설계하였다. 이 본관은 같은 해에 우에노에서 개최된 제2회 내국권업박람회의 전시관으로 사용된 후에 1882년(메이지 15년) 3월부터 박물관의 본관으로 사용되었다. 4년 전의 제1회 내국권업박람회 당시에 지어진 미술관 건물도 신박물관의 2호관으로 활용되었지만 간토 대지진으로 본관, 2호관 모두 파괴되어 현존하지 않는다.

### 제실박물관 (1900년 ~ 1947년)

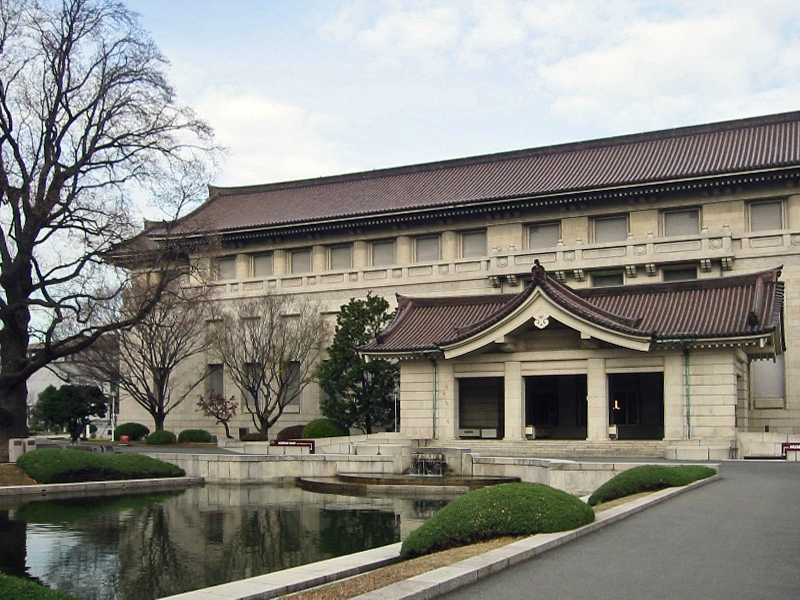
1938년에 신축된 박물관 본관

1889년(메이지 22년)에 ‘제국박물관’(帝国博物館)으로 개칭되어 구키 류이치(九鬼隆一, 1852년 ~ 1931년)가 총장이 되었다. 이 때 교토와 나라에도 제국박물관이 설치되었다(교토는 1897년, 나라는 1895년에 개관). 당시 미술부장은 메이지 시대의 미술계의 이론적 지도자 오카쿠라 덴신(岡倉天心, 1863년 ~ 1913년)이며, 미국에서 온 미술사가 어네스트 페놀로사(Ernest Fenollosa, 1853년 ~ 1908년)가 미술부 이사를 맡고 있었다. 이 때부터 미술계 박물관으로서의 성격이 강해진다.
1900년(메이지 33년)에 당시 도쿄, 교토, 나라에 있던 각 제국박물관을 ‘제실박물관’(帝室博物館)으로 개칭하였다. 제실박물관의 명칭은 1947년(쇼와 22년)까지 사용되었다. 이 해에 당시 황태자(훗날 다이쇼 천황)의 결혼을 축하하기 위해서 우에노의 제국박물관 내에 새로운 미술관을 건축하게 된다. 1901년에 착공하여 7년 후인 1908년에 준공되었으며 1909년에 개관하였다. 궁정 건축가 가타야마 도쿠마(片山東熊, 1854년 ~ 1917년)가 설계한 이 미술관은 효케이칸(表慶館)이라고 명명되어 오늘날까지 박물관 전시의 일익을 담당하고 있다.
1923년(다이쇼 12년)에 간토 대지진으로 콘도르가 설계한 본관 외에 당시 존재하였던 2호관, 3호관이 크게 파괴되어 사용할 수 없게 되자 전시는 효케이칸에서만 행해졌다. 새로운 본관은 1932년에 착공하여 1938년에 개관하였다. 이 본관이 현존하는 도쿄 국립박물관의 본관(일본의 중요문화재)이다. 1940년에는 황기(皇紀) 2,600년을 기념하여 ‘쇼소인 어물 특별전관’(正倉院御物特別展觀)이 개최되었다. 쇼소인의 보물이 일반 대중에게 공개된 첫 전시였으며, 불과 20일 간의 전시회 기간 동안에 40만명 이상이 입장하여 이전에 없었던 성황을 이뤘다.

### 국립박물관 (1947년 ~ )
1947년(쇼와 22년) 5월에 제실박물관은 국립박물관으로 개칭되었고, 소속 관청도 궁내성에서 문부성으로 이전되었다. 도쿄 국립박물관으로 칭하게 된 것은 1952년(쇼와 27년)부터이다. 국립으로 이관된 후의 초대 관장은 아베 요시시게(安倍能成, 1883년 ~ 1966년)이다.
1947년 9월에는 기관지 박물관 뉴스가 창간되었다. 박물관은 새로운 전시관(동양관, 호류지 보물관)의 건설과 수장품의 증대를 통하여 상설 전시물의 확충을 도모하면서 매년 다수의 특별전을 개최하였다. 그 중에서도 1965년(쇼와 40년)의 ‘투탕카멘전’, 1974년(쇼와 49년)의 ‘모나리자전’ 등은 큰 반향을 일으키며 사회적인 화제가 되었다. 창립 100주년의 1972년(쇼와 47년)에는 ‘도쿄 국립박물관 소장 명품전’(東京国立博物館所蔵名品展), 창립 120주년의 1992년(헤이세이 4년)에는 특별전 ‘일본과 동양의 미’(日本と東洋の美)가 개최되어 박물관의 역사에 관련되는 자료 등도 함께 전시되었다.
기구면에서는 1950년(쇼와 25년)에 문화재보호위원회가 설치되면서 도쿄 국립박물관은 위원회의 부속 기관이 되었다. 문화재보호위원회가 1968년(쇼와 43년)에 폐지되고 문화청이 신설됨에 따라 박물관은 문화청의 부속 기관이 되었다. 중앙성청의 재편에 수반하여 독립행정법인제도가 발족된 2001년(헤이세이 13년)에는 독립행정법인 국립박물관의 관할하로 옮겨져 2007년(헤이세이 19년)에 독립행정법인 국립문화재기구의 시설이 된다.

## 시설

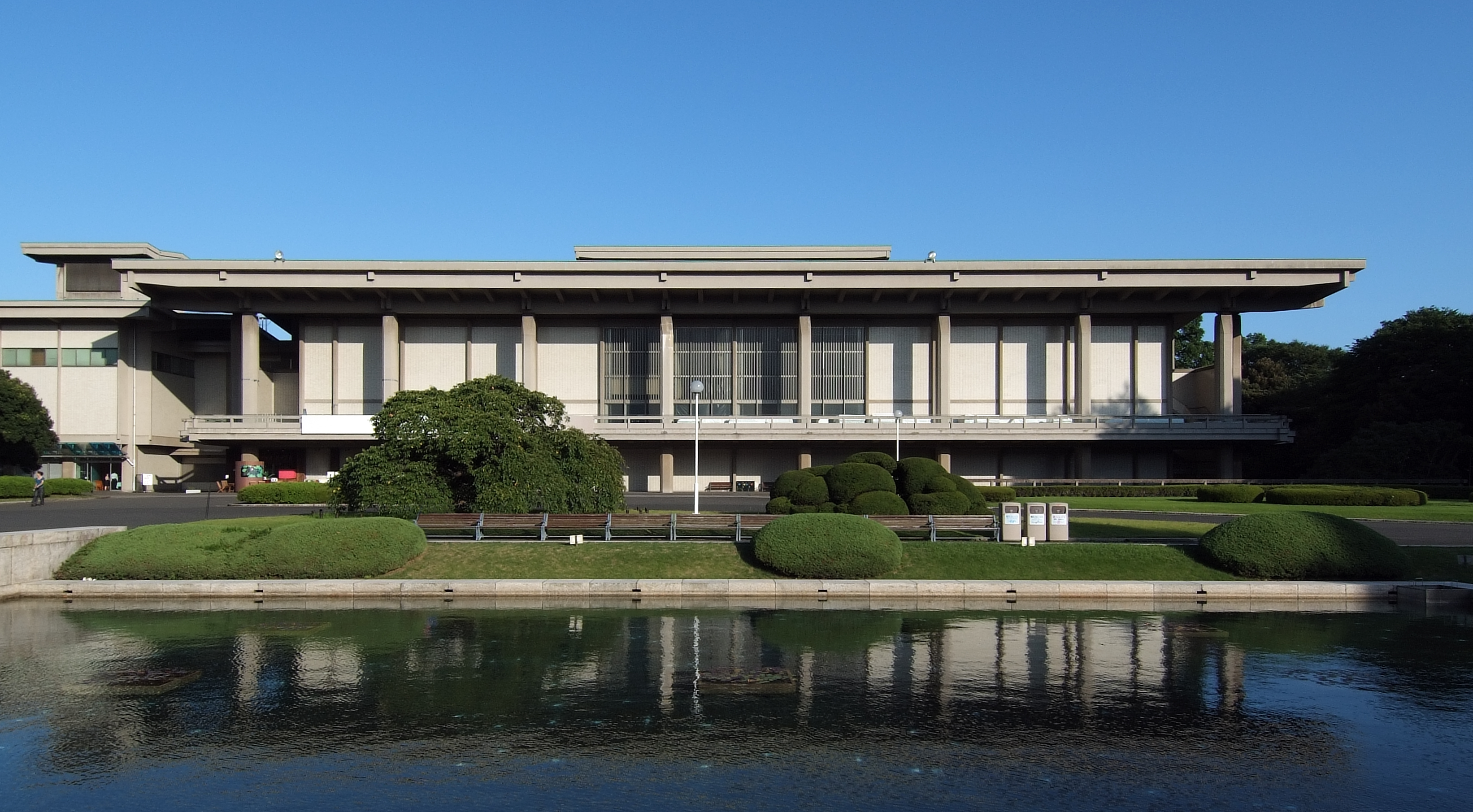
동양관

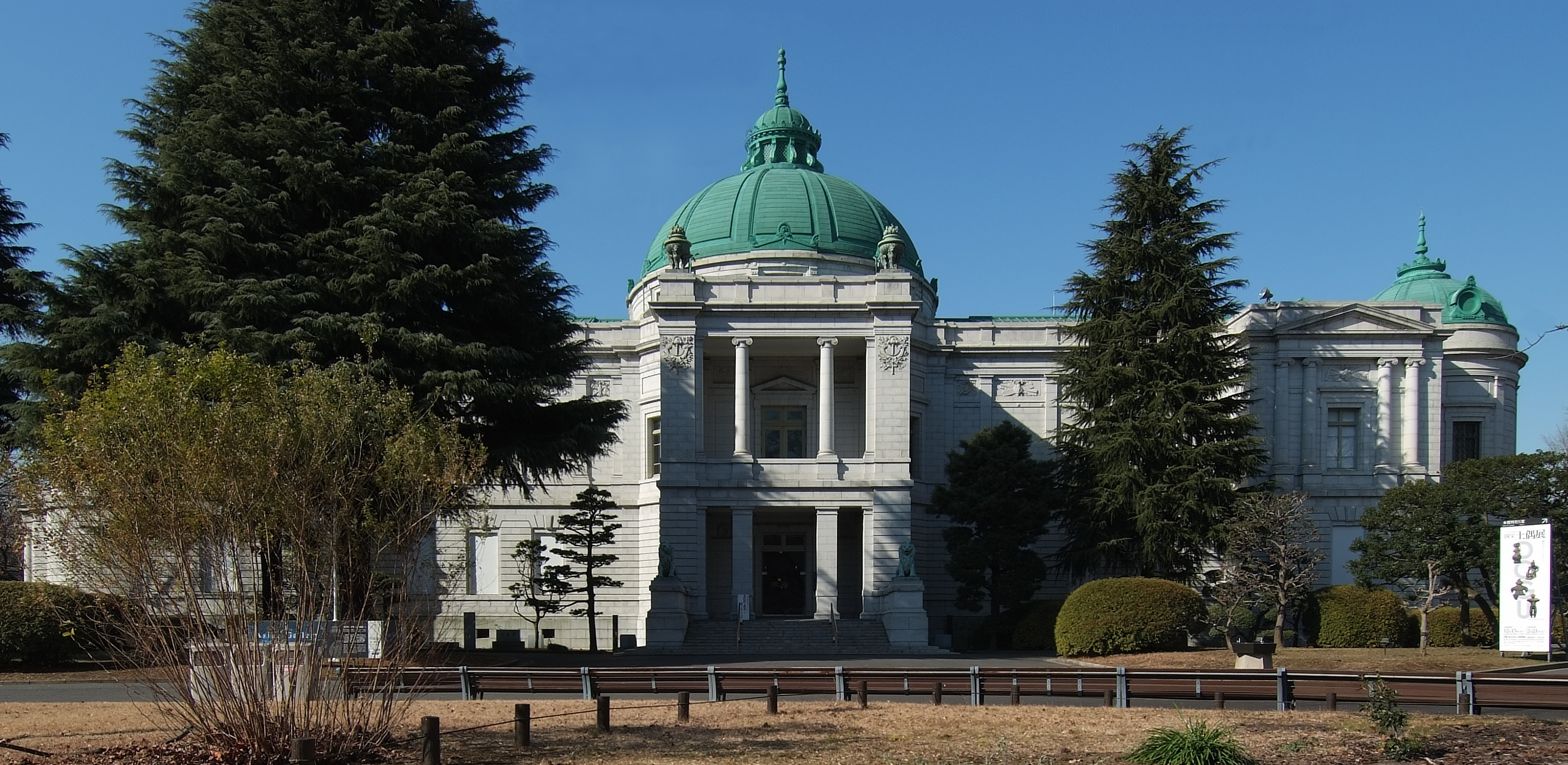
효케이관

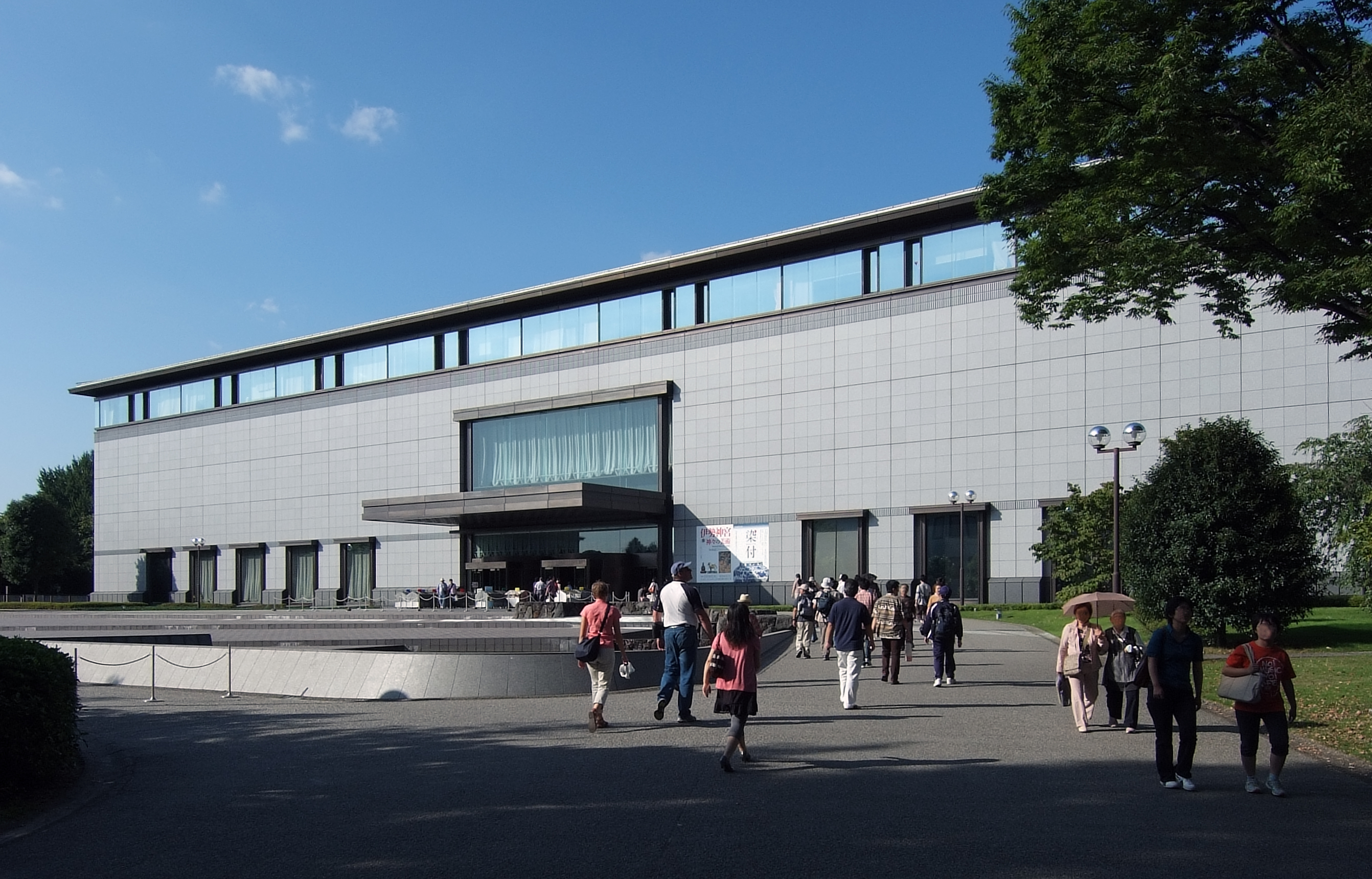
헤이세이관

### 본관
본관은 1932년(쇼와 7년)에 착공하여 1937년(쇼와 12년)에 준공하였고, 1938년에 개관하였다. 공모를 통하여 와타나베 진(渡辺仁)이 설계하였다. 서양식의 근대 건축물 위에 일본의 전통 지붕을 올린 제관양식(帝冠樣式)의 대표적 건축물로 여겨진다. 2001년에 ‘구 도쿄 제실박물관 본관’(旧東京帝室博物館本館)이라는 명칭으로 일본의 중요문화재에 지정되었다. 전시실은 중앙의 대계단을 중심으로 하여 1·2층의 총 25실의 전시실이 ‘ㅁ’의 자 모양으로 배치되어 있다. 1층 전시실은 조각, 도자기, 도검 등을 분야별로 전시하고 있고, 2층 전시실은 조몬 시대부터 에도 시대에 이르기까지 일본 문화사를 대표하는 유물을 시대별로 전시하고 있다. 독립행정법인화 이후에 ‘일본 갤러리’라는 별칭이 붙었다.

### 동양관
동양관은 다니구치 요시로(谷口吉郎)가 설계하였고, 1968년(쇼와 43년)에 개관하였다. 중국, 한반도를 비롯하여 동남아시아, 인도, 이집트 등의 유물을 전시하고 있다. 전시실은 총 10실로 구성되어 있다. 독립행정법인화 이후에 ‘아시아 갤러리’라는 별칭이 붙었다. 내진 공사를 위해 2009년 6월에 휴관하여 2013년에 재개관할 예정에 있다.

### 효케이관
효케이관은 1909년(메이지 42년)에 황태자(훗날 다이쇼 천황)의 결혼을 축하하는 목적으로 개관하였다. 가타야마 도쿠마(片山東熊)가 설계하였고, 현재 건물은 일본의 중요문화재로 지정되어 있다. 네오바로크 양식의 2층 건물로 중앙과 남북 양단에 돔이 있다. 정면 입구 좌우의 사자 상은 오쿠마 우지히로(大熊氏広)의 작품이다. 2011년 12월부터 휴관하고 있으며 재개관은 미정이다.

### 호류지 보물관
호류지 보물관은 1878년(메이지 11년)에 호류지(法隆寺)로부터 황실에 헌납되었다가 제2차 세계 대전 이후에 국가로 이관된 보물 300건을 수장하고 전시하고 있다. 1964년(쇼와 39년)에 개관하였고 현재 건물은 두번 째 건물로 1999년(헤이세이 11년)부터 사용되고 있다. 건물의 설계는 동양관을 설계한 다니구치 요시로의 아들인 다니구치 요시오(谷口吉生)가 맡았다. 쇼소인(正倉院)의 보물과 비견되는 고대 미술의 콜렉션으로서 높은 평가를 받고 있으며, 쇼소인 보물이 8세기의 작품이 중심인데 비하여, 호류지 보물은 7세기의 작품이 많이 포함되어 있는 것이 특색이다.

### 헤이세이관
나루히토 황태자(皇太子徳仁親王)의 결혼을 기념하여 1999년(헤이세이 11년)에 개관하였다. 1층에는 고고 전시실과 기획전시실, 대강당 등이 있으며, 2층은 특별전 전용 전시장이다.

## 외국 문화재
일본의 사업가 겸 문화재 수집가 오구라 다케노스케(小倉武之助, 1870년 ~ 1964년)가 일제강점기에 한반도에서 도굴, 반출해간 문화재 중 1856점이 도쿄 국립박물관에 기증되었다. 이 가운데 현재 도쿄 국립박물관 소장 조선 왕실의 투구 3점을 상대로 민간 차원에서 문화재 반환 운동이 일고 있다.

## 같이 보기
- 교토 국립박물관
- 일본의 미술
- 간다라 미술
- 비단길
- 가장 큰 미술관 목록